# 船井照夫
船井 照夫（ふない てるお、1938年4月28日 - ）は、日本の元長距離走選手。

## 経歴
蒲郡市立蒲郡南部小学校、蒲郡市立蒲郡中学校、愛知県立豊橋工業高等学校、早稲田大学出身。
大学時代には箱根駅伝に4年連続で出場し、3年時（第37回大会）には花の2区で区間賞を獲得している。
大学卒業後は東急電鉄に入社した。
インドネシアのジャカルタで開催された1962年アジア競技大会に出場し、10000mで銀メダルを獲得した。
1963年、10000mの日本新記録を樹立。
1964年東京オリンピックで男子10000メートル競走に出場し、14位に入った。